# 따뜻한 환영의 음악
"따뜻한 환영의 음악" 또는 "환영곡" 은 조선민주주의인민공화국 지도자의 의전곡이다. 역대 조선민주주의인민공화국 최고 지도자인 김일성, 김정일, 김정은 3인이 공개행사에 입장하거나 퇴장할 때마다 해당 곡이 연주되었다.해당 음악이 연주되는 동안에는 주민들이 만세 등의 환호가 계속된다.